# 布萊頓·克賴因
布萊頓·克賴因（英語：Brydan Klein；1989年12月31日—）是一位澳大利亞出生的英國網球運動員。他現在主要參加ATP挑戰賽的賽事。在大滿貫賽事中，他參加過澳網和溫網的賽事。